# HD 157546
HD 157546，又名BD-18 4516，SAO 160523、HR 6473，是一颗恒星，视星等为6.21，位于銀經6.32，銀緯9.67，其B1900.0坐标为赤經17h 18m 45.7s，赤緯-18° 9.67′ 10″。